# Palazzo della Cancelleria
Palazzo della Cancelleria ou Palácio da Chancelaria é um palácio renascentista de Roma, Itália, localizado entre o moderno Corso Vittorio Emanuele II e o Campo de Fiori, no rione Parione. Foi construído entre 1489 e 1513 por Donato Bramante (1444–1514) como residência do cardeal Raffaele Riario, camerlengo da Santa Igreja Romana, e é considerado como o mais antigo palácio renascentista da cidade. Atualmente abriga a Chancelaria Papal e é uma das propriedades extraterritoriais da Santa Sé, parte do Patrimônio Mundial da Humanidade.

## História
O Palazzo della Cancelleria foi construído para o cardeal Raffaele Riario, cardeal-camerlengo de seu poderoso tio, o papa Sisto IV. Conta a lenda que os recursos financeiros vieram dos ganhos de uma única noite de jogatina. O edifício tem sido atribuído tradicionalmente a Donato Bramante e Andrea Bregno, atualmente o consenso sobre a identidade do arquiteto está dividida, com Francesco di Giorgio Martini e Baccio Pontelli despontando como tendo feito parte do projeto em seus estágios iniciais.
Em 1517, o palácio, recém-completado, foi tomado pelo primeiro papa Médici, Leão X, que não perdoou a complacência de Sisto na época da violenta Conspiração dos Pazzi, cujo objetivo era substituir os Médici de Florença por um Della Rovere. A partir de 1753, o vice-chanceler foi o pretendente jacobita ao trono da Grã-Bretanha, Henrique Benedito Stuart, cardeal duque de York, auto-proclamado "Henrique IX da Grã-Bretanha".
Durante a República Romana de 1849, o parlamento da cidade se reunia ali.

## Arquitetura
Foi o primeiro palácio de Roma a ser construído desde as fundações no novo estilo renascentista. Sua longa fachada incorporou a pequena basílica de San Lorenzo in Damaso, uma igreja titular cardinalícia, que está do lado direito, com a fachada continuando diretamente por ela, mas deixando um porta de acesso a ela. A igreja, do século V (seu interior foi reconstruido) está, assim como San Clemente e outras, sobre um antigo mitreu romano (um santuário do antigo deus Mitras). Escavações abaixo do pátio do palácio, realizadas entre 1988 e 1991, revelaram as fundações, dos séculos IV e V, da grande basílica de San Lorenzo in Damaso, fundada pelo papa Dâmaso I, e uma das mais importantes igrejas paleocristãs de Roma. O cemitério, em uso do século VIII até o início das obras do palácio, também foi encontrado.
A fachada, com seu ritmo de pilastras duplas planas intercaladas por janelas de topo arqueado é de concepção florentina e similar ao Palazzo Rucellai, de Leone Battista Alberti. O padrão geral em alvenaria elaborada de pedras com superfícies lisas e bordas sulcadas, é de origem romana antiga. O grande portal foi acrescentado no século XVI por Domenico Fontana por ordem do cardeal Alessandro Farnese
O travertino branco do edifício foi reaproveitado das ruínas vizinhas do Teatro de Pompeu, numa época que Roma era uma cidade de ruínas, construída para um milhão de pessoas, mas abrigando pouco mais de trinta mil. As quarenta e quatro colunas de granito egípcio do pátio interior são dos pórticos dos camarotes superiores do teatro, de onde já haviam sido retiradas para a construção da antiga basílica de San Lorenzo. Já foi sugerido que o claustro de Brunelleschi de Santa Croce, em Florença, que, por sua vez, pode ter sido inspirado pelo pátio do Palácio Ducal de Urbino, de Luciano Laurana (c. 1468), teria sido a inspiração. É mais provável, porém, que o pátio tenha se inspirado diretamente no pátio de Urbino, pois os indivíduos envolvidos nas primeiras fases do planejamento da obra vieram de lá.
No palácio está um enorme mural de Giorgio Vasari, completado em meros 100 dias, chamado, por isto, de Sala dei Cento Giorni. Depois de se gabar do feito a Michelangelo, Vasari ouviu um "Si vede" ("Se vê", no sentido de "Dá para perceber"). O cardeal Pietro Ottoboni construiu ainda um pequeno teatro privado no palácio que, no final do século XVII, fez do local o  centro da vida musical romana.